# Liste d'élections en 1801
Chronologie des élections
- 1797
- 1798
- 1799
- 1800
- 1801
- 1802
- 1803
- 1804
- 1805

Cet article recense les élections organisées durant l'année 1801.

À l'aube du XIXe siècle, seuls deux pays organisent des élections nationales, au sens de consultations populaires : le Royaume-Uni et les États-Unis. La France, l'une des premières démocraties de l'époque contemporaine, est à cette date sous le régime du Consulat ; son gouvernement n'est pas élu. Les élections se déroulent au suffrage censitaire.

## Élections nationales en 1801
| Date                          | État        | Élection ou référendum                    | Contexte | Résultat |
| ----------------------------- | ----------- | ----------------------------------------- | -------- | --- |
| 29 avril 1800 - 1er août 1801 | États-Unis  | Législatives (chambre (en) et sénat (en)) |          | Alternance. Le Parti fédéraliste conserve sa majorité absolue au Sénat, mais perd la Chambre des représentants au profit du Parti républicain-démocrate, favorable à une décentralisation des pouvoirs et qui soutient le nouveau président Thomas Jefferson. |
| janvier                       | Royaume-Uni | Constituantes (en)                        |          | Cette section est vide, insuffisamment détaillée ou incomplète. Votre aide est la bienvenue ! Comment faire ? |
| 6 octobre                     | Pays-Bas    | Référendum constitutionnel (en)           |          | Cette section est vide, insuffisamment détaillée ou incomplète. Votre aide est la bienvenue ! Comment faire ? |